# Comostola levata
Comostola levata är en fjärilsart som beskrevs av Louis Beethoven Prout 1925. Comostola levata ingår i släktet Comostola och familjen mätare. Inga underarter finns listade i Catalogue of Life.